# Megapalpus capensis
Megapalpus capensis är en tvåvingeart som först beskrevs av Christian Rudolph Wilhelm Wiedemann 1828.  Megapalpus capensis ingår i släktet Megapalpus och familjen svävflugor. Inga underarter finns listade i Catalogue of Life.